# 프리얀슈 채테르지

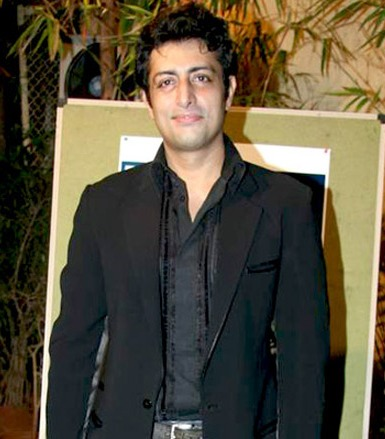

프리얀슈 채테르지(Priyanshu Chatterjee, 1973년 2월 20일 ~ )는 인도의 배우, 모델이다.
델리에서 태어났다.

## 영화
- 바운드리스 (2016년)
- 사랑이 이끄는 대로 (2015년) - 프리안슈 역
- 언피니쉬드 레터 (2010년)
- 아아프코 페레 비 카힌 데카 하이 (2003년) - 사마르 데브 역
- 텁 빈...: 러브 윌 파인드 어 웨이  (2001년) - 세칼 말호트라 역